# Caterpillar (Film)
Caterpillar (japanisch: キャタピラー) ist ein Film des japanischen Regisseurs Kōji Wakamatsu aus dem Jahr 2010. Das Drama handelt von Leutnant Kurokawa, der als Kriegsversehrter aus dem Zweiten Japanisch-Chinesischen Krieg zurückkehrt, und seiner Frau. Die Gesellschaft verfolgt dabei aufmerksam ihren Umgang mit ihrem Mann, der keine Extremitäten mehr besitzt. Der Film thematisiert das Leid des Krieges, Pflichtgefühl und Hingabe zum Kaiser, sowie sexuelle Gewalt. Caterpillar startete im Wettbewerb der 60. Internationalen Filmfestspiele von Berlin. Die Hauptdarstellerin Shinobu Terajima erhielt für ihre Darbietung den Silbernen Bären.

## Handlung
Leutnant Kurokawa kämpft im Zweiten Japanisch-Chinesischen Krieg und begeht Kriegsverbrechen an der chinesischen Zivilbevölkerung. Bei einem Angriff wird er schwer verletzt und verliert beide Arme und Beine. Zudem wird er stumm und taub. Als er in sein Dorf zurückkehrt, wird Kurokawa als Kriegsheld gefeiert. Trotz seiner Behinderungen hat er Sex mit seiner Frau, Shigeko Kurokawa, der erzwungen und gewalttätig ist. Frau Kurokawa ist zwar von ihrem Mann abgestoßen, aber sie empfindet die Pflicht, sich um ihn zu kümmern. Dies entspricht ihrer Rolle im Japan der damaligen Zeit, womit sie ihre Verpflichtung gegenüber dem Kaiser und ihrem Land erfüllt. Sie steht dabei unter der Aufmerksamkeit der Verwandten, Freunde und der anderen Bewohnern des Dorfes. Der innere Konflikt von Frau Kurokawa intensiviert sich im Verlauf des Filmes. Spätestens als ihr Mann auch ihre Portion des streng rationierten Essens für sich beansprucht, erkennt sie, dass er sich ihr gegenüber nicht mehr ändern wird. Die Geschichte endet mit der Radioansprache des japanischen Kaisers zur Kapitulation am 15. August 1945.

## Hintergrund
Die Idee für den Film Caterpillar kam Kōji Wakamatsu während der Dreharbeiten zu United Red Army, der 2008 erschien. In ihm thematisierte er die linke Jugend der 1960er- und 1970er-Jahre in Japan. In der Folge kam er zu der Erkenntnis, dass er um diese Generation zu verstehen den Fokus auf die Elterngeneration und ihre Erlebnisse im Krieg legen müsse. Dabei wollte er nicht unbedingt den Krieg an sich mit seinen Schlachten in den Mittelpunkt stellen, sondern die Frauen und Kinder, die, obwohl sie nicht direkt an Kampfhandlungen teilnehmen, stark unter den Folgen des Krieges leiden. Wakamatsu verfilmte das Buch 芋虫 (Imomushi, The Caterpillar) von Edogawa Rampo aus dem Jahr 1929 und verlegte die Handlung im zeitlichen Rahmen. Auch der Fokus wird vom Regisseur verändert, so dass die sadistischen Phantasien der Ehefrau, die im Buch eine prägende Rolle spielen, zugunsten des mit brutalen Szenen gespickten Dramas zurücktreten.

## Kritiken
Der Film erhielt durch seine Teilnahme an der Berlinale erhöhte Aufmerksamkeit und wurde in den Kritiken oftmals mit Blick auf diese rezensiert. Caterpillar lief am fünften Tag des Festivals und wurde etwa von Andreas Platthaus in der Frankfurter Allgemeine Zeitung als „das bislang radikalste Werk in dieser Konkurrenz“ bezeichnet. Besonderen Fokus legten die Kritiker dabei auf die Darstellung des Krieges und der Gewalt im Film. Andreas Borcholte kritisierte im Berlinale-Blog von Spiegel Online, dass Kōji Wakamatsu versuche mit „arg plakativen Szenen von Leichen und Vergewaltigungen die Botschaft zu übermitteln, dass Krieg im Allgemeinen eine furchtbare Sache ist“. Die Darstellung der Sexualität empfand Borcholte als verstörend und prägend für den Film, der es versäumt „ein psychologisches Drama“ zu erzählen, dem das aus „Rache, Scham und Verzweiflung geprägte Verhältnis zwischen dem Versehrten und seiner zur Servilität verdammten Frau“ zu Grunde lag. Abschließend kommt Borcholte in seiner Kritik zum Schluss, Caterpillar sei kein guter Film, hätte jedoch die bis dahin besten Chancen im Wettbewerb. In der Berliner Zeitung vermerkte Jens Balzer negativ über den Film: „Weil die Kommunikation zwischen den Ehepartnern zu eingeschränkt ist, verliert die Geschichte sich aber bald in Redundanzen“. Der Regisseur schieße zudem mit dem Einsatz von Kriegs- und Propagandabildern über das Ziel hinaus und überdecke damit „die gerade errungenen psychologischen Feinheiten“.

## Auszeichnungen
Caterpillar nahm am Wettbewerb der 60. Internationalen Filmfestspiele von Berlin im Jahr 2010 teil, hatte aber bei der Vergabe des Goldenen Bären gegenüber dem türkischen Beitrag Bal das Nachsehen. Shinobu Terajima gewann für ihre Darstellung der Shigeko Kurokawa den Silbernen Bären für die beste Darstellerin. Der Preis wurde stellvertretend von Regisseur Kōji Wakamatsu angenommen, da Terajima bereits wieder nach Japan abgereist war.